# French Open-mesterskabet i damedouble
French Open-mesterskabet i damedouble er en tennisturnering, som er blevet afviklet som en del af French Open siden 1907. Turneringen spilles udendørs på grusbaner, og er siden 1928 blevet afviklet på Stade Roland Garros i Paris, Frankrig. French Open spilles i den sidste uge af maj og den første uge af juni og har siden 1987 kronologisk set været den anden grand slam-turnering i kalenderåret. Turneringen blev ikke spillet fra 1915 til 1919 på grund af første verdenskrig og i perioden 1940-45 på grund af anden verdenskrig.
Siden afskaffelsen af verdensmesterskaberne i tennis i 1925 har mesterskabet haft status af "major championship", som senere blev kaldt grand slam-turnering. Mesterskabet var til og med 1967 forbeholdt amatører, men siden 1968 har det også være åbent for professionelle spillere.

## Præmier
Tekst mangler, hjælp os med at skrive teksten

## Vindere og finalister

### Flest titler
| Spiller                 | Antal titler | Antal titler | Antal titler | Antal titler | År                                       |
| Spiller                 | Total        | Nat.         | Int.         | Åben         | År                                       |
| ----------------------- | ------------ | ------------ | ------------ | ------------ | ---------------------------------------- |
| Martina Navratilova     | 7            | -            | -            | 7            | 1975, 1982, 1984, 1985, 1986, 1987, 1988 |
| Suzanne Lenglen         | 6            | 4            | 2            | -            | 1920, 1921, 1922, 1923, 1925, 1926       |
| Simonne Mathieu         | 6            | -            | 6            | -            | 1933, 1934, 1936, 1937, 1938, 1939       |
| Natalija Zvereva        | 6            | -            | -            | 6            | 1989, 1992, 1993, 1994, 1995, 1997       |
| Gigi Fernández          | 6            | -            | -            | 6            | 1991, 1992, 1993, 1994, 1995, 1997       |
| Virginia Ruano Pascual  | 6            | -            | -            | 6            | 2001, 2002, 2004, 2005, 2008, 2009       |
| Doris Hart              | 5            | -            | 5            | -            | 1948, 1950, 1951, 1952, 1953             |
| Françoise Dürr          | 5            | -            | 1            | 4            | 1967, 1968, 1969, 1970, 1971             |
| Jeanne Matthey          | 4            | 4            | -            | -            | 1909, 1910, 1911, 1912                   |
| Daisy Speranza          | 4            | 4            | -            | -            | 1909, 1910, 1911, 1912                   |
| Elizabeth Ryan          | 4            | -            | 4            | -            | 1930, 1932, 1933, 1934                   |
| Shirley Fry             | 4            | -            | 4            | -            | 1950, 1951, 1952, 1953                   |
| Renée Schuurman         | 4            | -            | 4            | -            | 1959, 1961, 1962, 1963                   |
| Margaret Court          | 4            | -            | 3            | 1            | 1964, 1965, 1966, 1973                   |
| Gail Chanfreau          | 4            | -            | 1            | 3            | 1967, 1970, 1971, 1976                   |
| Pam Shriver             | 4            | -            | -            | 4            | 1984, 1985, 1987, 1988                   |
| Paola Suárez            | 4            | -            | -            | 4            | 2001, 2002, 2004, 2005                   |
| Kristina Mladenovic     | 4            | -            | -            | 4            | 2016, 2019, 2020, 2022                   |
| Didi Vlasto             | 3            | 1            | 2            | -            | 1923, 1925, 1926                         |
| Billie Yorke            | 3            | -            | 3            | -            | 1936, 1937, 1938                         |
| Louise Brough           | 3            | -            | 3            | -            | 1946, 1947, 1949                         |
| Margaret Osborne duPont | 3            | -            | 3            | -            | 1946, 1947, 1949                         |
| Darlene Hard            | 3            | -            | 3            | -            | 1955, 1957, 1960                         |
| Sandra Reynolds         | 3            | -            | 3            | -            | 1959, 1961, 1962                         |
| Ann Jones               | 3            | -            | 1            | 2            | 1963, 1968, 1969                         |
| Jana Novotná            | 3            | -            | -            | 3            | 1990, 1991, 1998                         |
| Kateřina Siniaková      | 3            | -            | -            | 3            | 2018, 2021, 2024                         |

### Alle vindere og finalister
| År                                  | Vinder                                                      | Finalist                                   | Finaleresultat                 |
| Nationale franske mesterskaber      | Nationale franske mesterskaber                              | Nationale franske mesterskaber             | Nationale franske mesterskaber |
| ----------------------------------- | ----------------------------------------------------------- | ------------------------------------------ | ------------------------------ |
| 1907                                | Adine Masson (1) Yvonne de Pfoeffel (1)                     | ?                                          | ?                              |
| 1908                                | Kate Fenwick (1) Cecile Matthey (1)                         | ?                                          | ?                              |
| 1909                                | Jeanne Matthey (1) Daisy Speranza (1)                       | ?                                          | ?                              |
| 1910                                | Jeanne Matthey (2) Daisy Speranza (2)                       | Marguerite Broquedis Germaine Regnier      | 6–2, 7–5                       |
| 1911                                | Jeanne Matthey (3) Daisy Speranza (3)                       | Marie Danet Marguerite Mény                | ?                              |
| 1912                                | Jeanne Matthey (4) Daisy Speranza (4)                       | ?                                          | ?                              |
| 1913                                | Blanche Amblard (1) Suzanne Amblard (1)                     | Magda Aranyi Marguerite Broquedis          | 4–6, 6–2, 6–2                  |
| 1914                                | Blanche Amblard (2) Suzanne Amblard (2)                     | Germaine Golding Suzanne Lenglen           | 6–4, 8–6                       |
| 1915-19                             | Ingen mesterskaber                                          | Ingen mesterskaber                         | Ingen mesterskaber             |
| 1920                                | Élisabeth d'Ayen (1) Suzanne Lenglen (1)                    | Germaine Golding Jeanne Vaussard           | 6–1, 6–1                       |
| 1921                                | Suzanne Lenglen (2) Geramine Pigueron (1)                   | Marguerite Billout Suzanne Deve            | 6–2, 6–1                       |
| 1922                                | Suzanne Lenglen (3) Geramine Pigueron (2)                   | Marie Conquet Marie Danet                  | 6–3, 6–1                       |
| 1923                                | Suzanne Lenglen (4) Didi Vlasto (1)                         | Helene Contostavlos Speranza Wyns          | 6–1, 6–0                       |
| 1924                                | Marguerite Billout (1) Yvonne Bourgeois (1)                 | Germaine Golding Jeanne Vaussard           | 6–3, 6–3                       |
| Internationale franske mesterskaber |                                                             |                                            |                                |
| 1925                                | Suzanne Lenglen (5) Didi Vlasto (2)                         | Evelyn Colyer Kitty McKane Godfree         | 6–1, 9–11, 6–2                 |
| 1926                                | Suzanne Lenglen (6) Didi Vlasto (3)                         | Evelyn Colyer Kitty McKane Godfree         | 6–1, 6–1                       |
| 1927                                | Irene Bowder Peacock (1) Bobbie Heine (1)                   | Peggy Saunders Phoebe Holcroft Watson      | 6–2, 6–1                       |
| 1928                                | Phoebe Holcroft Watson (1) Eileen Bennett Whittingstall (1) | Suzanee Deve Sylvia Lafaurie               | 6–0, 6–2                       |
| 1929                                | Lilí de Álvarez (1) Kea Bouman (1)                          | Bobbie Heine Alida Neave                   | 7–5, 6–3                       |
| 1930                                | Helen Wills Moody (1) Elizabeth Ryan (1)                    | Simone Barbier Simonne Mathieu             | 6–3, 6–1                       |
| 1931                                | Eileen Bennett Whittingstall (2) Betty Nuthall (1)          | Cilly Aussem Elizabeth Ryan                | 9–7, 6–2                       |
| 1932                                | Helen Wills Moody (2) Elizabeth Ryan (2)                    | Betty Nuthall Eileen Bennett Whittingstall | 6–1, 6–3                       |
| 1933                                | Simonne Mathieu (1) Elizabeth Ryan (3)                      | Sylvie Jung Henrotin Colette Rosambert     | 6–1, 6–3                       |
| 1934                                | Simonne Mathieu (2) Elizabeth Ryan (4)                      | Helen Jacobs Sarah Palfrey                 | 3–6, 6–4, 6–2                  |
| 1935                                | Margaret Scriven-Vivian (1) Kay Stammers (1)                | Ida Adamoff Hilde Krahwinkel Sperling      | 6–4, 6–0                       |
| 1936                                | Simonne Mathieu (3) Billie Yorke (1)                        | Susan Noel Jadwiga Jędrzejowska            | 2–6, 6–4, 6–4                  |
| 1937                                | Simonne Mathieu (4) Billie Yorke (2)                        | Dorothy Andrus Sylvie Jung Henrotin        | 3–6, 6–2, 6–2                  |
| 1938                                | Simonne Mathieu (5) Billie Yorke (3)                        | Arlette Halff Nelly Adamson                | 6–3, 6–3                       |
| 1939                                | Simonne Mathieu (6) Jadwiga Jędrzejowska (1)                | Alice Florian Hella Kovac                  | 7–5, 7–5                       |
| 1940-45                             | Ingen officielle mesterskaber                               | Ingen officielle mesterskaber              | Ingen officielle mesterskaber  |
| 1946                                | Louise Brough (1) Margaret Osborne duPont (1)               | Pauline Betz Doris Hart                    | 6–4, 0–6, 6–1                  |
| 1947                                | Louise Brough (2) Margaret Osborne duPont (2)               | Doris Hart Patricia Canning Todd           | 7–5, 6–2                       |
| 1948                                | Doris Hart (1) Patricia Canning Todd (1)                    | Shirley Fry Mary Arnold Prentiss           | 6–4, 6–2                       |
| 1949                                | Margaret Osborne duPont (3) Louise Brough (3)               | Joy Gannon Betty Hilton                    | 7–5, 6–1                       |
| 1950                                | Doris Hart (2) Shirley Fry (1)                              | Louise Brough Margaret Osborne duPont      | 1–6, 7–5, 6–2                  |
| 1951                                | Doris Hart (3) Shirley Fry (2)                              | Beryl Barlett Barbara Scofield Davidson    | 10–8, 6–3                      |
| 1952                                | Doris Hart (4) Shirley Fry (3)                              | Hazel Redick-Smith Julia Wipplinger        | 7–5, 6–1                       |
| 1953                                | Doris Hart (5) Shirley Fry (4)                              | Maureen Connolly Julia Sampson             | 6–4, 6–3                       |
| 1954                                | Maureen Connolly (1) Nell Hall Hopman (1)                   | Maude Galtier Suzanne Schmitt              | 7–5, 4–6, 6–0                  |
| 1955                                | Beverly Baker Fleitz (1) Darlene Hard (1)                   | Shirley Bloomer Brasher Pat Ward Hales     | 7–5, 6–8, 13–11                |
| 1956                                | Angela Buxton (1) Althea Gibson (1)                         | Darlene Hard Dorothy Head Knode            | 6–8, 8–6, 6–1                  |
| 1957                                | Shirley Bloomer Brasher (1) Darlene Hard (2)                | Yola Ramírez Rosie Reyes                   | 7–5, 4–6, 7–5                  |
| 1958                                | Rosie Reyes (1) Yola Ramírez (1)                            | Mary Bevis Hawton Thelma Coyne Long        | 6–4, 7–5                       |
| 1959                                | Sandra Reynolds (1) Renée Schuurman (1)                     | Yola Ramírez Rosie Reyes                   | 2–6, 6–0, 6–1                  |
| 1960                                | Maria Bueno (1) Darlene Hard (3)                            | Pat Ward Hales Ann Haydon-Jones            | 6–2, 7–5                       |
| 1961                                | Sandra Reynolds (2) Renée Schuurman (2)                     | Maria Bueno Darlene Hard                   | w.o.                           |
| 1962                                | Sandra Reynolds (3) Renée Schuurman (3)                     | Justina Bricka Margaret Smith              | 6–4, 6–4                       |
| 1963                                | Ann Jones (1) Renée Schuurman (4)                           | Robyn Ebbern Margaret Smith                | 7–5, 6–4                       |
| 1964                                | Margaret Smith (1) Lesley Turner (1)                        | Norma Baylon Helga Schultze                | 6–3, 6–1                       |
| 1965                                | Margaret Smith (2) Lesley Turner (2)                        | Françoise Dürr Janine Lieffrig             | 6–3, 6–1                       |
| 1966                                | Margaret Smith (3) Judy Tegart (1)                          | Jill Blackman Fay Toyne                    | 4–6, 6–1, 6–1                  |
| 1967                                | Françoise Dürr (1) Gail Chanfreau (1)                       | Annette Van Zyl Pat Walkden                | 6–2, 6–2                       |
| Åbne franske mesterskaber           |                                                             |                                            |                                |
| 1968                                | Françoise Dürr (2) Ann Jones (2)                            | Rosemary Casals Billie Jean King           | 7–5, 4–6, 6–4                  |
| 1969                                | Françoise Dürr (3) Ann Jones (3)                            | Nancy Richey Margaret Court                | 6–0, 4–6, 7–5                  |
| 1970                                | Gail Chanfreau (2) Françoise Dürr (4)                       | Rosemary Casals Billie Jean King           | 6–1, 3–6, 6–3                  |
| 1971                                | Gail Chanfreau (3) Françoise Dürr (5)                       | Helen Gourlay Kerry Harris                 | 6–4, 6–1                       |
| 1972                                | Billie Jean King (1) Betty Stöve (1)                        | Winnie Shaw Nell Truman                    | 6–1, 6–2                       |
| 1973                                | Margaret Court (4) Virginia Wade (1)                        | Françoise Dürr Betty Stöve                 | 6–2, 6–3                       |
| 1974                                | Chris Evert (1) Olga Morozova (1)                           | Gail Chanfreau Katja Ebbinghaus            | 6–4, 2–6, 6–1                  |
| 1975                                | Chris Evert (2) Martina Navratilova (1)                     | Julie Anthony Olga Morozova                | 6–3, 6–2                       |
| 1976                                | Fiorella Bonicelli (1) Gail Chanfreau (4)                   | Kathleen Harter Helga Niessen Masthoff     | 6–4, 1–6, 6–3                  |
| 1977                                | Regina Maršíková (1) Pam Teeguarden (1)                     | Rayni Fox Helen Gourlay                    | 5–7, 6–4, 6–2                  |
| 1978                                | Mima Jaušovec (1) Virginia Ruzici (1)                       | Lesley Turner Gail Chanfreau               | 5–7, 6–4, 8–6                  |
| 1979                                | Betty Stöve (2) Wendy Turnbull (1)                          | Françoise Dürr Virginia Wade               | 3–6, 7–5, 6–4                  |
| 1980                                | Kathy Jordan (1) Anne Smith (1)                             | Ivanna Madruga Adriana Villagrán           | 6–1, 6–0                       |
| 1981                                | Rosalyn Fairbank Nideffer (1) Tanya Harford (1)             | Candy Reynolds Paula Smith                 | 6–1, 6–3                       |
| 1982                                | Martina Navratilova (2) Anne Smith (2)                      | Rosemary Casals Wendy Turnbull             | 6–3, 6–4                       |
| 1983                                | Rosalyn Fairbank Nideffer (2) Candy Reynolds (1)            | Kathy Jordan Anne Smith                    | 5–7, 7–5, 6–2                  |
| 1984                                | Martina Navratilova (3) Pam Shriver (1)                     | Claudia Kohde-Kilsch Hana Mandlíková       | 5–7, 6–3, 6–2                  |
| 1985                                | Martina Navratilova (4) Pam Shriver (2)                     | Claudia Kohde-Kilsch Helena Suková         | 4–6, 6–2, 6–2                  |
| 1986                                | Martina Navratilova (5) Andrea Temesvári (1)                | Steffi Graf Gabriela Sabatini              | 6–1, 6–2                       |
| 1987                                | Martina Navratilova (6) Pam Shriver (3)                     | Steffi Graf Gabriela Sabatini              | 6–2, 6–1                       |
| 1988                                | Martina Navratilova (7) Pam Shriver (4)                     | Claudia Kohde-Kilsch Helena Suková         | 6–2, 7–5                       |
| 1989                                | Larisa Savchenko Neiland (1) Natalija Zvereva (1)           | Steffi Graf Gabriela Sabatini              | 6–4, 6–4                       |
| 1990                                | Jana Novotná (1) Helena Suková (1)                          | Larisa Savchenko Neiland Natalija Zvereva  | 6–4, 7–5                       |
| 1991                                | Gigi Fernández (1) Jana Novotná (2)                         | Larisa Savchenko Neiland Natalija Zvereva  | 6–4, 6–0                       |
| 1992                                | Gigi Fernández (2) Natalija Zvereva (2)                     | Conchita Martínez Arantxa Sánchez Vicario  | 6–3, 6–2                       |
| 1993                                | Gigi Fernández (3) Natalija Zvereva (3)                     | Larisa Savchenko Neiland Jana Novotná      | 6–3, 7–5                       |
| 1994                                | Gigi Fernández (4) Natalija Zvereva (4)                     | Lindsay Davenport Lisa Raymond             | 6–2, 6–2                       |
| 1995                                | Gigi Fernández (5) Natalija Zvereva (5)                     | Jana Novotná Arantxa Sánchez Vicario       | 6–7(6–8), 6–4, 7–5             |
| 1996                                | Lindsay Davenport (1) Mary Joe Fernández (1)                | Gigi Fernández Natalija Zvereva            | 6–2, 6–1                       |
| 1997                                | Gigi Fernández (6) Natalija Zvereva (6)                     | Mary Joe Fernández Lisa Raymond            | 6–2, 6–3                       |
| 1998                                | Martina Hingis (1) Jana Novotná (3)                         | Lindsay Davenport Natalija Zvereva         | 6–1, 7–6(7–4)                  |
| 1999                                | Serena Williams (1) Venus Williams (1)                      | Martina Hingis Anna Kurnikova              | 6–3, 6–7(2–7), 8–6             |
| 2000                                | Martina Hingis (2) Mary Pierce (1)                          | Virginia Ruano Pascual Paola Suárez        | 6–2, 6–4                       |
| 2001                                | Virginia Ruano Pascual (1) Paola Suárez (1)                 | Jelena Dokic Conchita Martínez             | 6–2, 6–1                       |
| 2002                                | Virginia Ruano Pascual (2) Paola Suárez (2)                 | Lisa Raymond Rennae Stubbs                 | 6–4, 6–2                       |
| 2003                                | Kim Clijsters (1) Ai Sugiyama (1)                           | Virginia Ruano Pascual Paola Suárez        | 6–7(5–7), 6–2, 9–7             |
| 2004                                | Virginia Ruano Pascual (3) Paola Suárez (3)                 | Svetlana Kuznetsova Elena Likhovtseva      | 6–0, 6–3                       |
| 2005                                | Virginia Ruano Pascual (4) Paola Suárez (4)                 | Cara Black Liezel Huber                    | 4–6, 6–3, 6–3                  |
| 2006                                | Lisa Raymond (1) Samantha Stosur (1)                        | Daniela Hantuchová Ai Sugiyama             | 6–3, 6–2                       |
| 2007                                | Alicia Molik (1) Mara Santangelo (1)                        | Katarina Srebotnik Ai Sugiyama             | 7–6(7–5), 6–4                  |
| 2008                                | Anabel Medina Garrigues (1) Virginia Ruano Pascual (5)      | Casey Dellacqua Francesca Schiavone        | 2–6, 7–5, 6–4                  |
| 2009                                | Anabel Medina Garrigues (2) Virginia Ruano Pascual (6)      | Viktorija Azarenka Jelena Vesnina          | 6–1, 6–1                       |
| 2010                                | Serena Williams (2) Venus Williams (2)                      | Květa Peschke Katarina Srebotnik           | 6–2, 6–3                       |
| 2011                                | Andrea Hlaváčková (1) Lucie Hradecká (1)                    | Sania Mirza Jelena Vesnina                 | 6–4, 6–3                       |
| 2012                                | Sara Errani (1) Roberta Vinci (1)                           | Marija Kirilenko Nadija Petrova            | 4–6, 6–4, 6–2                  |
| 2013                                | Jekaterina Makarova (1) Jelena Vesnina (1)                  | Sara Errani Roberta Vinci                  | 7–5, 6–2                       |
| 2014                                | Hsieh Su-wei (1) Peng Shuai (1)                             | Sara Errani Roberta Vinci                  | 6–4, 6–1                       |
| 2015                                | Bethanie Mattek-Sands (1) Lucie Šafářová (1)                | Casey Dellacqua Jaroslava Sjvedova         | 3–6, 6–4, 6–2                  |
| 2016                                | Caroline Garcia (1) Kristina Mladenovic (1)                 | Jekaterina Makarova Jelena Vesnina         | 6–3, 2–6, 6–4                  |
| 2017                                | Bethanie Mattek-Sands (2) Lucie Šafářová (2)                | Ashleigh Barty Casey Dellacqua             | 6–2, 6–1                       |
| 2018                                | Barbora Krejčíková (1) Kateřina Siniaková (1)               | Eri Hozumi Makoto Ninomiya                 | 6–3, 6–3                       |
| 2019                                | Tímea Babos (1) Kristina Mladenovic (2)                     | Duan Yingying Zheng Saisai                 | 6–2, 6–3                       |
| 2020                                | Tímea Babos (2) Kristina Mladenovic (3)                     | Alexa Guarachi Desirae Krawczyk            | 6–4, 7–5                       |
| 2021                                | Barbora Krejčíková (2) Kateřina Siniaková (2)               | Bethanie Mattek-Sands Iga Świątek          | 6–4, 6–2                       |
| 2022                                | Caroline Garcia (2) Kristina Mladenovic (4)                 | Cori Gauff Jessica Pegula                  | 2–6, 6–3, 6–2                  |
| 2023                                | Hsieh Su-Wei (2) Wang Xinyu (1)                             | Leylah Fernandez Taylor Townsend           | 1–6, 7–6(5), 6–1               |
| 2024                                | Coco Gauff (1) Kateřina Siniaková (3)                       | Sara Errani Jasmine Paolini                | 7–6(5), 6–3                    |
| 2025                                | Sara Errani (2) Jasmine Paolini (1)                         | Anna Danilina Aleksandra Krunić            | 6–4, 2–6, 6–1                  |